# こまちゃんバス
こまちゃんバスとは、かつて長野県駒ヶ根市で運行されていたコミュニティバスである。伊那バス駒ヶ根営業所と伊南乗用自動車の2社によって運行されていた。

## 沿革
- 1999年1月10日 こまちゃんバス運行開始[1]
- 2013年5月30日 運行終了[2]

## 運行終了理由
「こまちゃんバス」は、路線バスの廃止を受けて2003年度から本格運行を開始し、JR駒ケ根駅を起終点として計11路線をバス事業者2社に委託して運行していた。2006年度には12万3525人の利用者があったが、年々減少傾向をたどって2009年度には10万人を割り込んだ。その後も利用者減少に歯止めが掛からず、2012年度は約5万8千人（見込み）まで落ち込んで2006年度の半分以下となった。市は路線の再編などに取り組んできたが利用者は伸びず、抜本的な見直しが必要と判断して地域公共交通協議会を設置して検討、「こまちゃんバス」の廃止とデマンド型乗合タクシーの導入などを決めた。2013年4月からデマンド型乗合タクシーをスタートさせたが、経過措置として「こまちゃんバス」も並行して運行していた。「こまタク」の利用には事前登録が必要で、これまでに911人が登録した。市はバス利用者の状況などから当面1000人程度を目標に登録を呼び掛けてきて、概ね見込み通りの状況になっている。

## 路線

### 市街地循環バス
駒ケ根駅を起点として、東ルート・西ルートがある。運行時間は8時から18時30分。1時間に1便、1日11本運行されている。運賃は100円。
- 東ルート
駒ケ根駅 - 赤穂公民館 - 市役所 - 赤穂高校 - 宮ノ前 - ふれあいセンター - 町二区八町内集会所前[5] - 東飯坂団地 - 北の原西友前 - ヒューマンプラザ - 郵便局前 - 日の出町 - 駒ケ根駅
- 西ルート
駒ケ根駅 - 文化センター - 共立クリニック前 - 昭和伊南総合病院 - ベルシャイン前 - 赤穂保育園-すずらん通り - 日の出町 - 駒ヶ根BT前 - 駒ケ根駅

### 地域振興バス
- 赤穂東循環線
- 下平小城線
- 赤穂西循環線
- 赤穂北循環線

## 注記
1. ↑  伊那バス 沿革 平成13年1月10日より運行開始 Archived 2013年10月14日, at the Wayback Machine.
2. ↑  伊那バス こまちゃんバス運行終了について Archived 2013年6月26日, at the Wayback Machine.
3. ↑  長野日報 駒ケ根市「こまちゃんバス」31日終了 「こまタク」完全移行[リンク切れ]
4. ↑  交通労連 軌道バス部会 No.715参照 こまちゃんバスからこまタクへ
5. ↑  旧ケンウッド駒ヶ根工場近辺。現ミヤタ駒ヶ根工場